# Деян Станкович (футболіст, 1985)
Деян Станкович (нім. Dejan Stankovic, нар. 25 серпня 1985, Белград) — швейцарський пляжний футболіст, нападник українського пляжнофутбольного клубу «Вибір» та національної збірної Швейцарії.

## Клубна кар'єра
За свою кар'єру виступав за цілий ряд європейських клубів з пляжного футболу, в тому числі швейцарський «Грассхоперс», італійські «Мілан», «Катанія», «Терранова», іспанську «Барселону», російські «Локомотив» та ЦСКА. У червні 2015 у складі дніпропетровського «Вибору» завоював «бронзу» «Euro Winners Cup 2015», забивши в додатковий час матчу за 3 місце своєму колишньому клубу московському «Локомотиву».

## Досягнення
- Володар Кубка Європи 2005;
- Срібний призер Кубка Європи 2008;
- Віце-чемпіон і найкращий бомбардир чемпіонату світу 2009;
- Срібний призер і найкращий бомбардир Кубка Європи 2009;
- найкращий футболіст Євроліги 2007 і чемпіонату світу 2009;[3]
- Бронзовий призер «Euro Winners Cup 2015»